# La Roche Carrée

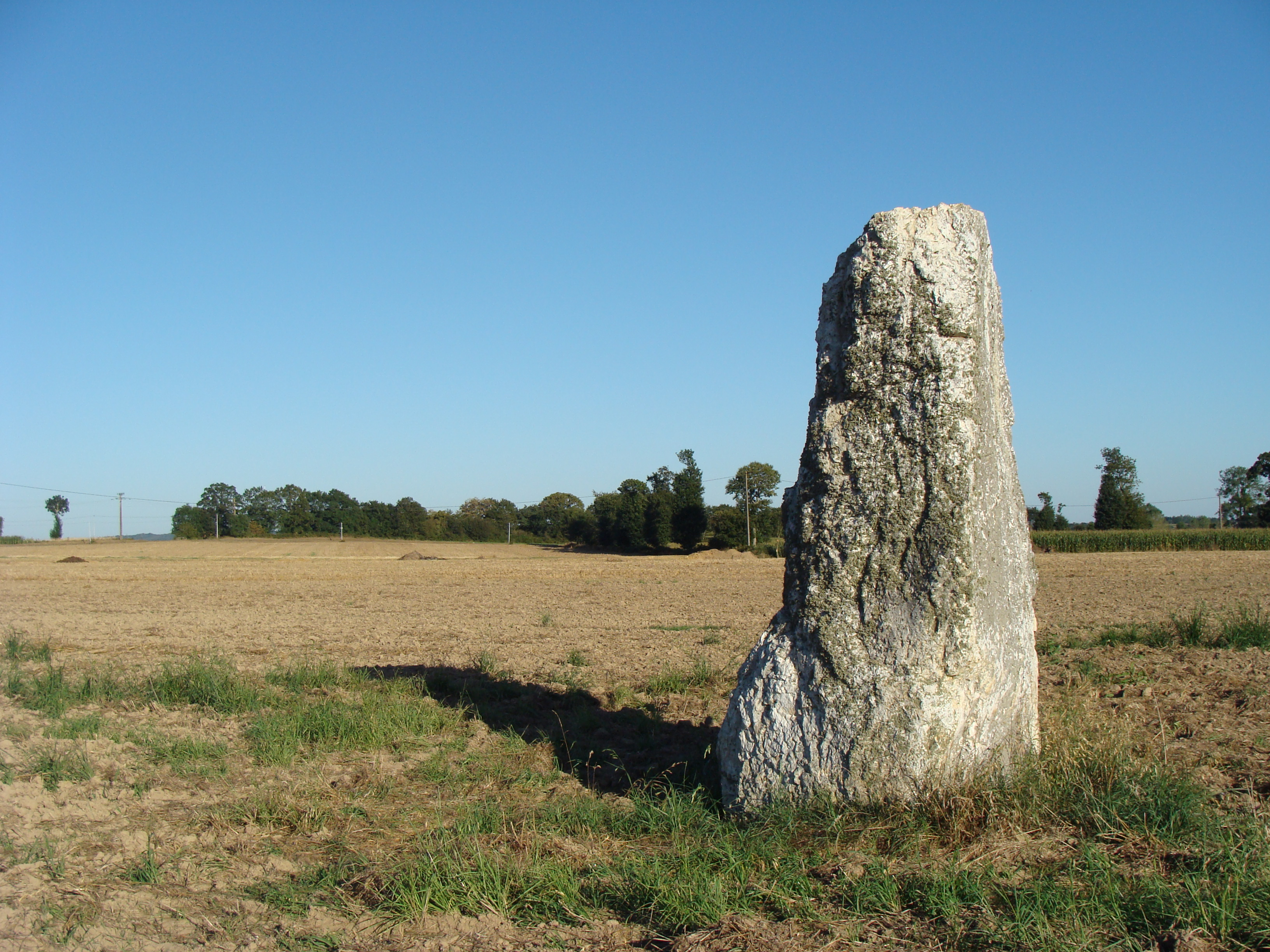
La Roche Carrée

Der Menhir La Roche Carrée (auch Menhir du Chénot genannt) steht südlich des Weilers Le Chênot in Médréac im Westen des Départements Ille-et-Vilaine in der Bretagne in Frankreich.
Der Quarzit-Menhir ist pyramidenförmig mit einer viereckigen Basis. Seine Höhe beträgt 4,4 Meter bei einer Breite von 2,1 Metern und einer bodennahen Dicke von 2,05 Metern. Ursprünglich betrug die Höhe des Menhirs fünf Meter.
In seinem megalithischen Inventar Ille-et-Vilaine aus dem Jahr 1883 erwähnte P. Bézier die Existenz eines zweiten Menhirs auf der südöstlichen Seite eines Quarzit-Quaders von 1,8 auf 1,2 Metern. Laut L. Collin war dieser bereits in den 1930er Jahren verschwunden, wurde aber möglicherweise vergraben.
Der Menhir befindet sich in der Nähe des Alignements von Lampouy und des Menhirs Pierre Longue, der nahe der Grenze im Département Côtes-d’Armor steht.
Der Menhir wurde 1929 als Monument historique klassifiziert.